# Etheostoma blennioides
Etheostoma blennioides е вид бодлоперка от семейство Percidae. Видът не е застрашен от изчезване.

## Разпространение и местообитание
Разпространен е в Канада (Онтарио) и САЩ (Алабама, Арканзас, Вирджиния, Джорджия, Канзас, Мериленд, Ню Йорк и Оклахома).
Обитава крайбрежията и скалистите дъна на сладководни басейни, заливи, реки и потоци в райони с умерен климат. Среща се на дълбочина от 0,1 до 0,6 m.

## Описание
На дължина достигат до 17 cm.
Продължителността им на живот е около 5 години. Популацията на вида е стабилна.